# Veniamín Kaverin
Veniamín Aleksàndrovitx Kaverin, (rus: Вениами́н Алекса́ндрович Каве́рин, nascut Veniamín Abélevitx Zílber, rus: Вениамин Абелевич Зильбер 1902—1989) fou un escriptor, dramaturg i guionista soviètic i rus. Membre del grup literari Germans Serapion.

## Biografia
Els seus pares, els jueus assimilats Abel Abràmovitx Zílber, mestre de capella del del 96è Regiment d'Infanteria d'Omsk, i Khana Guírxevna (Anna Grigórievna) Desson, eren propietaris d'unes botigues d'instruments musicals.
La germana gran de Kaverin, Leia Abélevna Zílber (de casada Ielena Aleksàndrovna Tiniànova, 1892-1944), es va casar amb Iuri Tiniànov, el company de classe del qual era el germà gran de Kaverin, Lev Zílber (1894-1966), que posteriorment seria un important viròleg soviètic. Veniamín també era germà de Míriam Rummel (de casada Mira Aleksàndrovna Rummel, 1890 - després del 1988, esposa del primer director de la casa del poble A. Puixkin, Issaak Mikhàilovitx Rummel), de David (metge militar) i d'Aleksandr (1899-1970), compositor conegut amb el pseudònim de Rutxov.
Kaverin va estudiar al gymnasium de la gubèrnia de Pskov i el 1923 es va graduar a l'Institut Leningrad de Llengües Orientals Vives, on s'especialitzà en àrab. El 1924 també es va graduar a la facultat d'història i filologia de la Universitat Estatal de Leningrad. Durant aquest temps mantingué estreta amistat amb els membres de l'OPOJAZ. Kaverin també es va casar amb la germana menor de Iuri Tiniànov, Lídia, i van tenir dos fills, Natàlia i Nikolai.
El pseudònim "Kaverin" el va agafar en honor de l'hússar P. P. Kaverin, amic del jove Puixkin, que apareix amb el seu propi nom al primer capítol d'Eugeni Oneguin.
La primera història de Kaverin - "Crònica de la ciutat de Leipzig durant l'any 18 ... ", rus: Хроника города Лейпцига за 18… год - es va publicar el 1922.
A principis dels anys vint va formar part del grup literari dels anomenats "Germans Serapion" amb Víktor Xklovski, Vladímir Pózner, Mikhaïl Zósxenko, Nikolai Tíkhonov, etc. Les seves primeres històries es trobaven en la línia fantàstica; va tornar al realisme cap al 1926, amb Noranta destins, rus: Девять десятых судьбы.
El seu nom es troba entre els vint-i-cinc autors dels Grans incendis, rus: Большие пожары, publicat el 1927, al diari Ogoniok, que narra, en l'estil de final rimat, la història d'una sèrie d'incendis criminals a la ciutat de ficció soviètica de Zlatogorsk. Kaverin signa l'episodi titulat Retorn del territori, rus: Возвращение пространства.
Durant la Gran Guerra Patriòtica, Kaverin va treballar com a corresponsal de guerra al diari Izvéstia, i va continuar escrivint històries i poesia. A petició pròpia, fou enviat a la Flota del Nord. Recollint material del segon llibre, Els dos capitans, rus: Два капитана (1938-44), va visitar les principals formacions de la flota, va observar i va estudiar el treball de combat del personal. Durant una visita a vaixells i unitats, va parlar amb mariners i oficials sobre temes de literatura soviètica i va ajudar els treballadors als diaris militars. El viatge va donar lloc a la publicació de diversos articles i assaigs a diaris locals i centrals. Per això, Kaverin va ser guardonat amb l'Orde de l'Estrella Roja el 1945.
Els dos capitans narra, amb tot luxe de detalls, les aventures dels exploradors polars russos abans i després de la Revolució. El llibre, guardonat amb el premi Stalin va tenir molt d'èxit, especialment a la Unió Soviètica, on es publicaren unes 42 edicions en 25 anys, i a l'estranger, on fou traduïda a diversos idiomes. Esdevingué famós el lema de l'heroi principal: "Lluita i cerca, troba i no et rendeixis!", rus: Бороться и искать, найти и не сдаваться. Malgrat la seva prolificitat, Kaverin va ser un dels pocs escriptors soviètics de l'època que mai no va mencionar el nom de Stalin en els seus escrits.
El 1949–56 va treballar en la trilogia "Llibre obert", rus: Открытая книга. El llibre narra el destí de la jove científica Tatiana Vlassenkova, que treballa en el camp de la microbiologia. L'escriptor traça el camí de l'heroïna cap a un descobriment científic, que va tenir un profund impacte en el desenvolupament de la ciència mèdica. Kaverin va utilitzar la carrera de la microbiòloga Zinaïda Iermólieva i el seu marit Lev Zílber, com a base per al seu relat fictici.
El 1956 fou membre del consell editorial de l'almanac literari de Moscou, prohibit per les autoritats del partit.
El 1958 fou gairebé l'únic escriptor important, de la generació més antiga de l'URSS, que es va negar a participar en la persecució de Borís Pasternak, en relació amb la publicació a Occident de la seva novel·la Doctor Jivago i l'atorgament del Premi Nobel de Literatura.
El 1962, l'editorial Molodaia Gvàrdia va publicar un llibre de Mikhaïl Bulgàkov titulat "La vida de monsieur Molière"; a la nota que acompanya la novel·la, Veniamín Kaverin mencionava per primera vegada El mestre i Margarida com una obra en la qual es produeixen "fets increïbles a cada capítol".
Va signar un recurs en defensa de Iuli Daniel i Andrei Siniavski.
Va preparar per al quart congrés de la Unió d'Escriptors Soviètics (1967) un discurs titulat “Qüestions urgents de literatura”, rus: Насущные вопросы литературы, que se li va prohibir de llegir.
El 1968, en una "carta oberta", va anunciar un trencament amb Konstantín Fedin quan no va permetre que Soljenitsin publiqués El pavelló del càncer.
Va morir el 2 de maig de 1989. Fou enterrat a Moscou, al cementiri de Vagànkovo.

## Obres (selecció)
- 1923: Mestres i deixebles ("Мастера и подмастерья")
- 1931: L'artista desconegut ("Художник неизвестен")
- 1934: El compliment dels desitjos ("Исполнение желаний")
- 1938/1944: Els dos capitans ("Два капитана")
- 1949/1956: Llibre obert ("Открытая книга").

## Filmografia
- 1955: Els dos capitans (Vladímir Venguérov)
- 1973: Llibre obert (Vladímir Fetin)
- 1976: Els dos capitans (Ievgueni Karélov)
- 1977: Llibre obert (Víktor Titov)

## Premis i reconeixements
- Orde de Lenin (16 de novembre de 1984) - pels serveis per al desenvolupament de la literatura soviètica i en relació amb el 50è aniversari de la fundació de la Unió d'Escriptors de l'URSS.[10]
- Orde de la Guerra Patriòtica de 2n grau (11/03/1985)
- 2 Ordes de la Bandera Roja del Treball (19/04/1962; 25/04/1972)
- Orde de l'Amistat dels Pobles (16/04/1982)
- Orde de l'Estrella Roja (2/12/1945)
- Premi Stalin del segon grau (1946) - per la novel·la "Dos capitans", rus: Два капитана
- El 1991, l'asteroide (2458) Veniakaverin, descobert l'11 de setembre de 1977 per l'astrònom soviètic Nikolai Stepànovitx Txernikh, va rebre el seu nom.[11]